# Thiele/Small参数
Thiele/Small是1970年代 A.N.Thiele和R.H.Small首次提出了直接辐射式扬声器的几个独立的小信号参数，这些小信号参数用于表征扬声器的低频性能，广泛用于扬声器系统（音箱）生产和设计过程。国际电工委员会（IEC）将其称为Thiele-Small参数。
Thiele/Small參數 (通常縮寫為T/S、TSP以及簡稱為TS參數) 是一組定義揚聲器單體低頻表現的機電參數。這些參數記載在揚聲器單體製造商提供的規格文件中，以便設計者挑選現成的單體進行揚聲器設計。使用這些參數，揚聲器設計者可以模擬振膜的位置、速度、加速度、輸入阻抗和揚聲器系統的聲音輸出。
這些參數，許多僅在共振頻率下被確切定義，但此模擬方法一般可應用在振膜作動主要是活塞運動時的頻率範圍。意即振膜整體一起往外或往內運動，而無振膜分割現象的時候。